# Lycenchelys camchatica
Lycenchelys camchatica es una especie de pez de la familia de los Zoarcidae en el orden de los perciformes.

## Morfología
Los machos pueden llegar a alcanzar los 14,5 cm de longitud total.

## Hábitat
Es un pez de mar y de aguas profundas que vive entre los 200-2100 m de profundidad.

## Distribución geográfica
Se encuentra en el Pacífico norte: desde el Mar de Bering hasta California.

## Observaciones
Es inofensivo para los humanos. 